# Phlegra fulvastra
Phlegra fulvastra là một loài nhện trong họ Salticidae.
Loài này thuộc chi Phlegra. Phlegra fulvastra được Eugène Simon miêu tả năm 1868.